# Alexander Martens (Filmproduzent)
Alexander Martens (* 3. April 1969 in Berlin) ist ein deutscher Filmproduzent. 

## Leben und Karriere
Alexander Martens absolvierte eine Ausbildung zum Film- und Fernsehkaufmann. Danach arbeitete er an mehr als 30 Film- und Fernsehproduktionen als Erster Aufnahmeleiter oder Produktionsleiter. Seit 2007 ist er neben Eva-Maria Martens zweiter Geschäftsführer der Produktionsfirma Mafilm.
Er produzierte unter anderem die Filme Krauses Fest (2007), Der Mond und andere Liebhaber (2008), Krauses Braut (2011) und Bis zum Horizont, dann links! (2012).
Für David Wnendts Neonazi-Milieustudie Kriegerin fungierte er 2011 als Executive Producer. Der Film wurde beim Deutschen Filmpreis 2012 mit dem Filmpreis in Bronze als bester Spielfilm ausgezeichnet.
Martens ist Mitglied der Deutschen Filmakademie.

## Filmografie (Auswahl)
als Aufnahmeleiter
- 1986: Jorinde und Joringel (Fernsehfilm)
- 1988–1990: Der Staatsanwalt hat das Wort (Fernsehreihe, vier Episoden)
- 1991–2010: Polizeiruf 110 (Fernsehreihe, 17 Episoden)
- 1996: Kinder ohne Gnade (Fernsehfilm)
- 2002: Couragierte Bilder (Kurzfilm)
- 2005: Mutterseelenallein
- 2009: Krauses Kur (Fernsehfilm)

als Produzent
- 2007: Krauses Fest (Fernsehfilm)
- 2008: Der Mond und andere Liebhaber
- 2010: Die Operation (Kurzfilm)
- 2011: Krauses Braut (Fernsehfilm)
- 2012: Bis zum Horizont, dann links!
- 2016: Krauses Glück (Fernsehfilm)
- 2018: Und der Zukunft zugewandt
- 2021: Krauses Zukunft

als ausführender Produzent
- 2011: Kriegerin